# Elise Fincke
Elise Fincke (* 25. April 1872 in Wismar; † 14. August 1948 in Schwerin) war eine deutsche Politikerin (DDP).

## Leben
Fincke war 1879 mit ihren Eltern in die USA ausgewandert. Ihr Vater, der großherzogliche Musikdirektor Fritz Fincke, hatte dort am Peabody-Musik-Institut in Baltimore mehrere Chöre aufgebaut und geleitet. 1894 kehrte Elise Fincke nach Schwerin zurück, wo sie ein Lehrerinnenseminar besuchte und anschließend vier Jahre lang an der Henseschen Schule unterrichtete. 

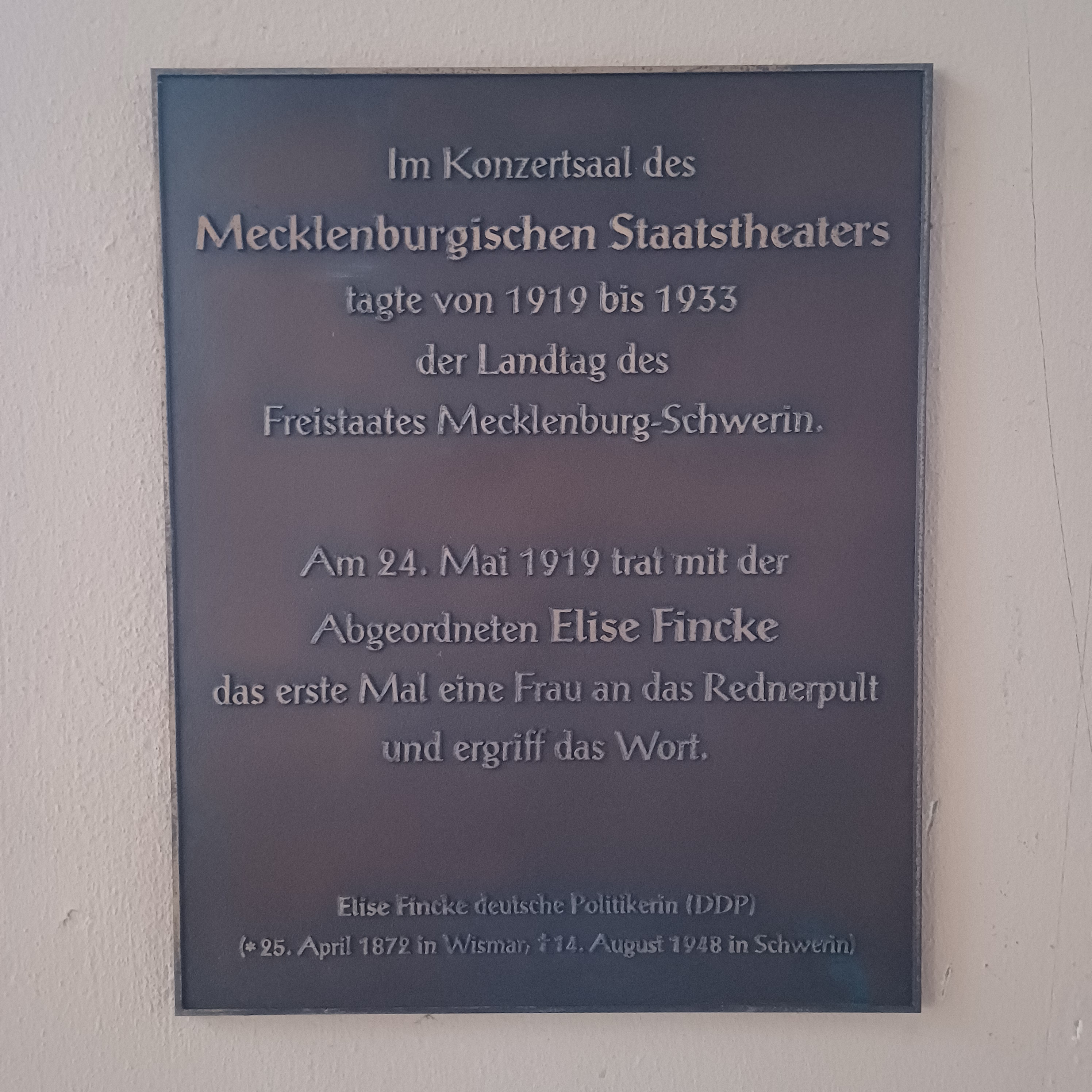
Gedenktafel am Großen Haus des Mecklenburgischen Staatstheaters Schwerin

1919 zog sie als einzige Frau in den Verfassunggebenden Landtag von Mecklenburg-Schwerin ein. In ihren Landtagsreden engagierte sie sich für Frauen-Themen: Zum Beispiel gegen die hohe Säuglingssterblichkeit und für das Recht von Lehrerinnen, auch an Knabenschulen unterrichten zu dürfen. 1920 wurde Elise Fincke auch in den ersten ordentlichen Landtag von Mecklenburg-Schwerin gewählt. In beiden Parlamenten war sie stellvertretende Schriftführerin.
Nach ihrer politischen Aktivität vermietete sie Wohnungen in der „Villa Fincke“ in Schwerin-Ostdorf, die ihr Vater hatte errichten lassen. Zu ihren Mietern gehörte unter anderem Ministerpräsident Johannes Stelling. Das Gebäude wurde nach 1945 von der sowjetischen Besatzungsmacht requiriert.